# Fusuma

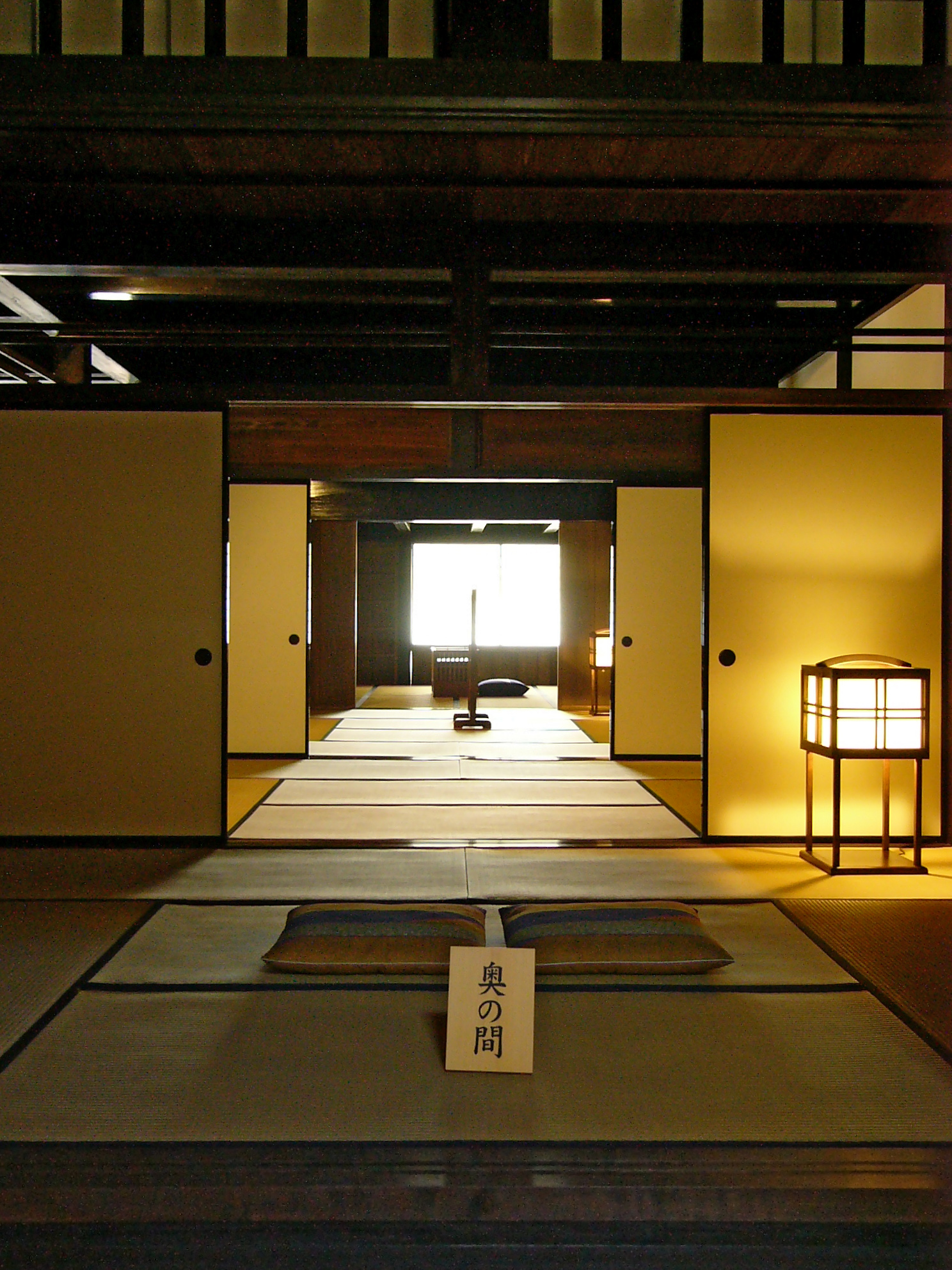
Fusuma all'interno di una casa giapponese.

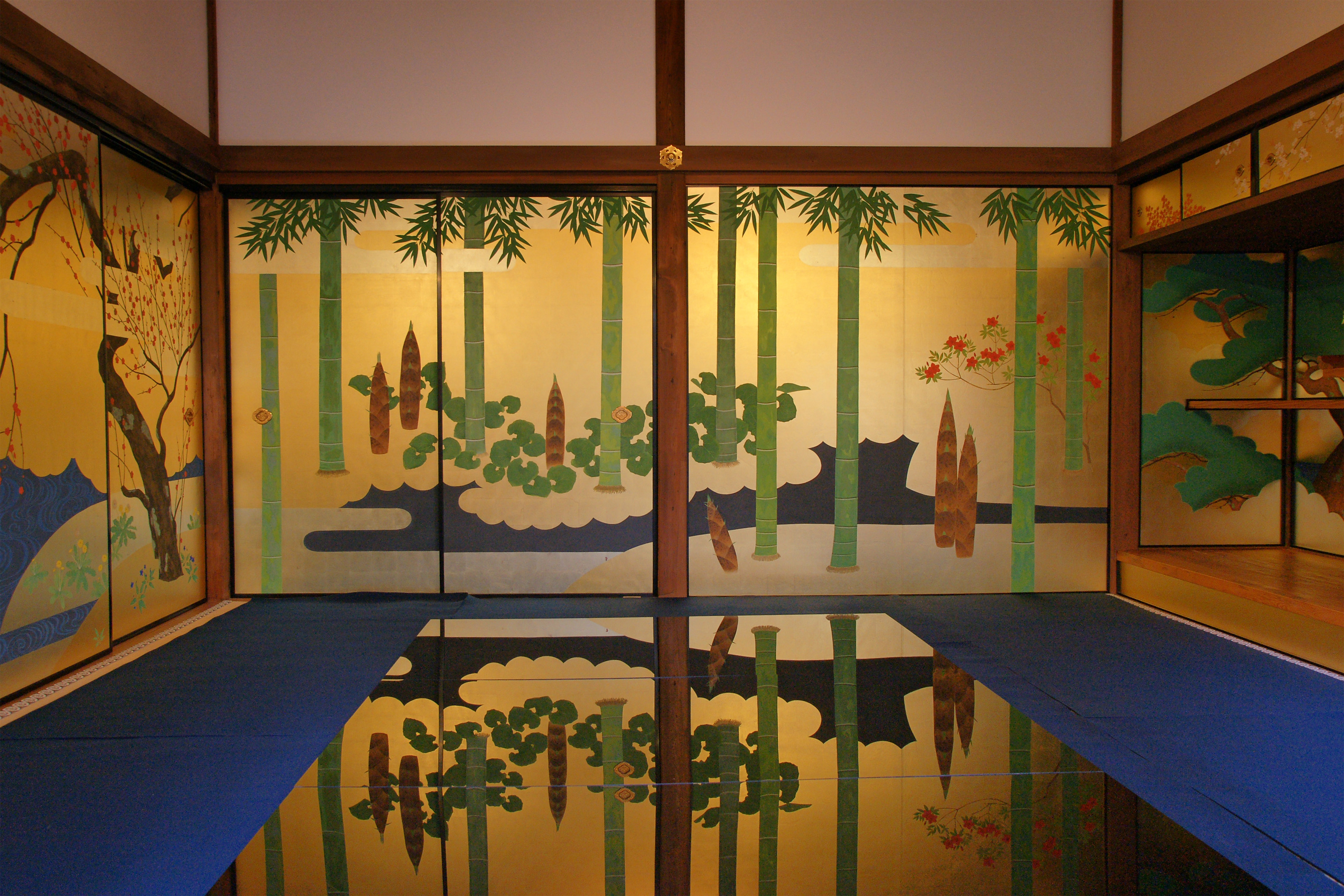
Un esempio di fusuma decorato.

Nell'architettura giapponese, i fusuma (襖?) sono pannelli verticali rettangolari che scorrendo ridefiniscono la struttura delle stanze, o fungono da porte, all'interno delle abitazioni tradizionali.

## Caratteristiche
Misurano generalmente 90 cm di larghezza per 180 cm di altezza, le stesse dimensioni di un singolo tatami (畳? stuoie in paglia usate per ricoprire il pavimento), e hanno uno spessore di circa 2 o 3 cm. In tempi recenti l'altezza dei fusuma è stata incrementata a causa dell'aumento della statura media della popolazione giapponese, e sono quindi oggi comuni fusuma alti 190 cm. Nelle costruzioni più antiche, al contrario, arrivavano a misurare anche solamente 170 cm. Sono costituiti da una struttura in legno a reticolato ricoperta da cartone e da uno strato di carta o tessuto su entrambi i lati. Sono solitamente presenti anche un bordo laccato nero e una vaschetta circolare incassata per far scorrere il pannello con le dita.
Anticamente i fusuma venivano dipinti, spesso con scene naturali come paesaggi montani, foreste o animali. Attualmente, molti pannelli presentano semplice carta di riso bianca, o vengono stampati industrialmente con soggetti quali ventagli, foglie autunnali, ciliegi in fiore, alberi, o forme geometriche. Sono comuni anche fusuma con motivi per bambini e personaggi famosi.
Sia i fusuma che gli shōji (障子? divisori sottili in carta traslucida) scorrono su due binari in legno posti sul pavimento e sulla trave che li ospita. Il binario superiore viene detto kamoi (鴨居? architrave, letteralmente "luogo delle anatre selvatiche"), mentre il binario inferiore viene chiamato shikii (敷居? soglia). Tradizionalmente, essi venivano trattati con la cera per facilitare il movimento scorrevole di fusuma e shōji, mentre in tempi recenti vi è stata inserita una striscia lubrificante in vinile.
I fusuma, assieme agli shōji e alle stuoie tatami, sono i componenti essenziali di una tipica stanza giapponese.